# Ana Rita Lopes
Ana Rita Lopes (Milagres,1989) é uma cientista portuguesa que foi galardoada com a Medalha de Honra L’Oréal Portugal para as Mulheres na Ciência 2024, pelo seu trabalho de investigação em torno do efeito, que as alterações climáticas e a poluição têm sobre organismos marinhos.

## Biografia
Ana Rita Lopes nasceu em Leiria, na freguesia de Milagres, em 1989. 
Estudou em Peniche, na Escola Superior de Turismo e Tecnologia do Mar, onde se licenciou em Biotecnologia e Biologia Marinha. Continuou os estudos na Faculdade de Ciências de Lisboa, onde obteve o doutoramento em Ciências do Mar. 
Começa a trabalhar como investigadora no MARE - Centro de Ciências do Mar e do Ambiente, primeiro na unidade associada ao ISPA (MARE-ISPA) entre 2019 e 2020; seguindo-se  o MARE-ULisboa, na Faculdade de Ciências da Universidade de Lisboa, onde a partir de 2023 lidera o projecto MicroToxFish.  

## Trabalho de investigação

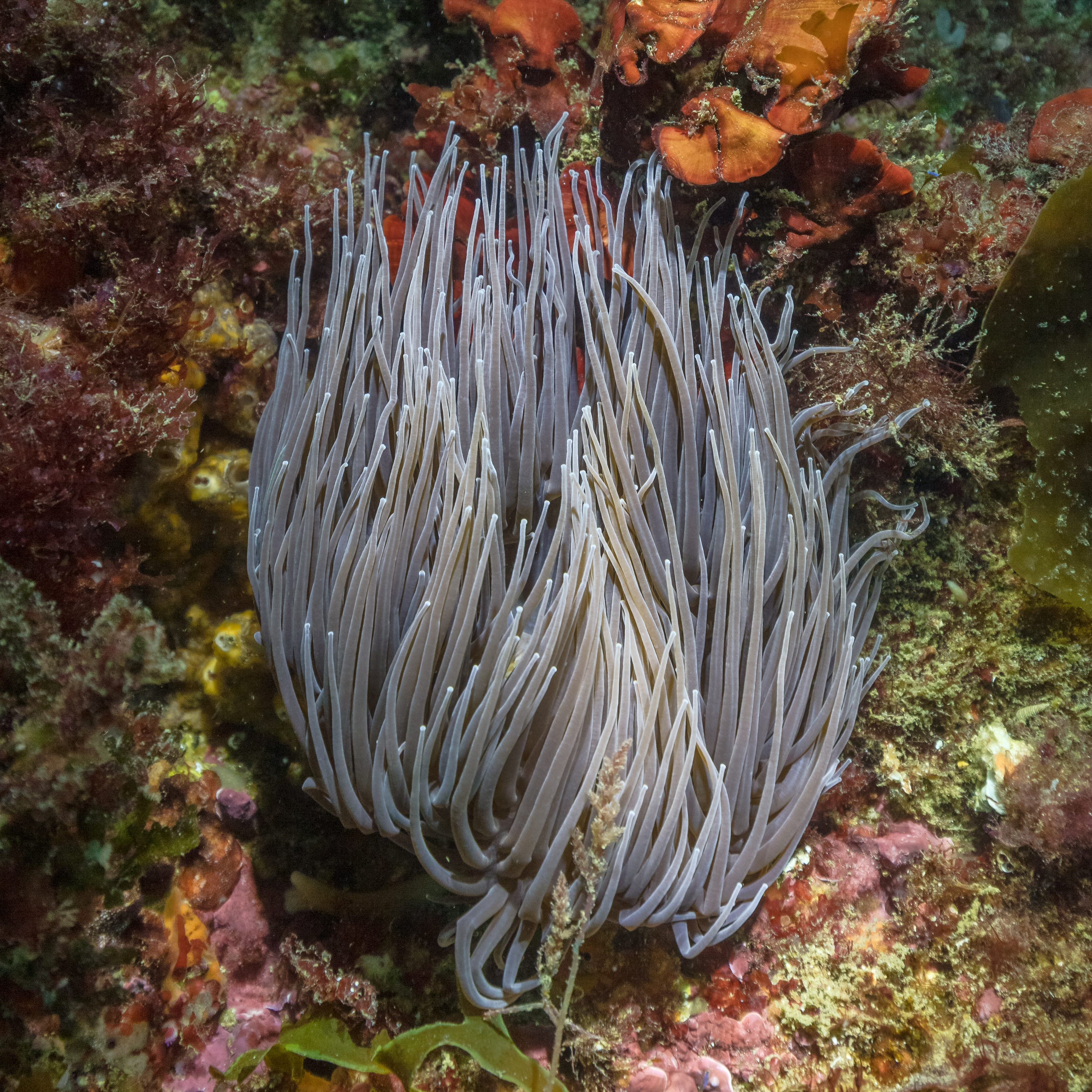
Anémona do mar (Anemonia viridis), no Parque Natural da Arrábida (2020)

Enquanto investigadora, dedica-se ao estudo dos efeitos que o aquecimento global e a poluição marinha (em particular a que tem origem em medicamentos e outros produtos fármacos), têm nas relações de simbiose que as anémonas têm com outros organismos marinhos, com vista a desenvolver politicas de protecção da biodiversidade e conservação eficazes. 

## Prémios
Foi distinguida com a Medalha de Honra L’Oréal Portugal para as Mulheres na Ciência 2024, pela comissão portuguesa da UNESCO e a FCT (Fundação para a Ciência e a Tecnologia), pelo seu projecto Under Pressure. 
Nesta 21ª edição do programa internacional da L’Oreal - Unesco para as Mulheres na Ciência, foram também galardoadas as cientistas: Céline Gonçalves, Paola Alberte e Patrícia Henriques. 

## Ligações Externas
- Faculdade de Ciências de Lisboa | For Women In Science (FWIN): Ana Rita Lopes fala sobre o seu trabalho de investigação (2025)